# Vitis rupestris
Die Wildrebe Vitis rupestris, auch Sand-Rebe oder Fels-Rebe genannt, ist im Süden und Westen der USA beheimatet. Sie wurde erstmals im Jahr 1848 vom Botaniker Adolf Scheele beschrieben. Zusammen mit der Vitis riparia und Vitis vulpina formt Vitis rupestris die Gruppe der Ripariae. Die Wildrebe wurde häufig zur Kreuzung von Hybridreben verwendet.
Vitis rupestris  findet man häufig in den baumlosen Prärien den Bundesstaaten Tennessee, Kentucky, Illinois, Missouri, Kansas, New Mexico, Oklahoma, Arkansas, Texas, Louisiana und Mississippi. Sie ist keine Kletterpflanze, wächst buschig und bevorzugt sonnige Standorte.

## Ampelographische Merkmale

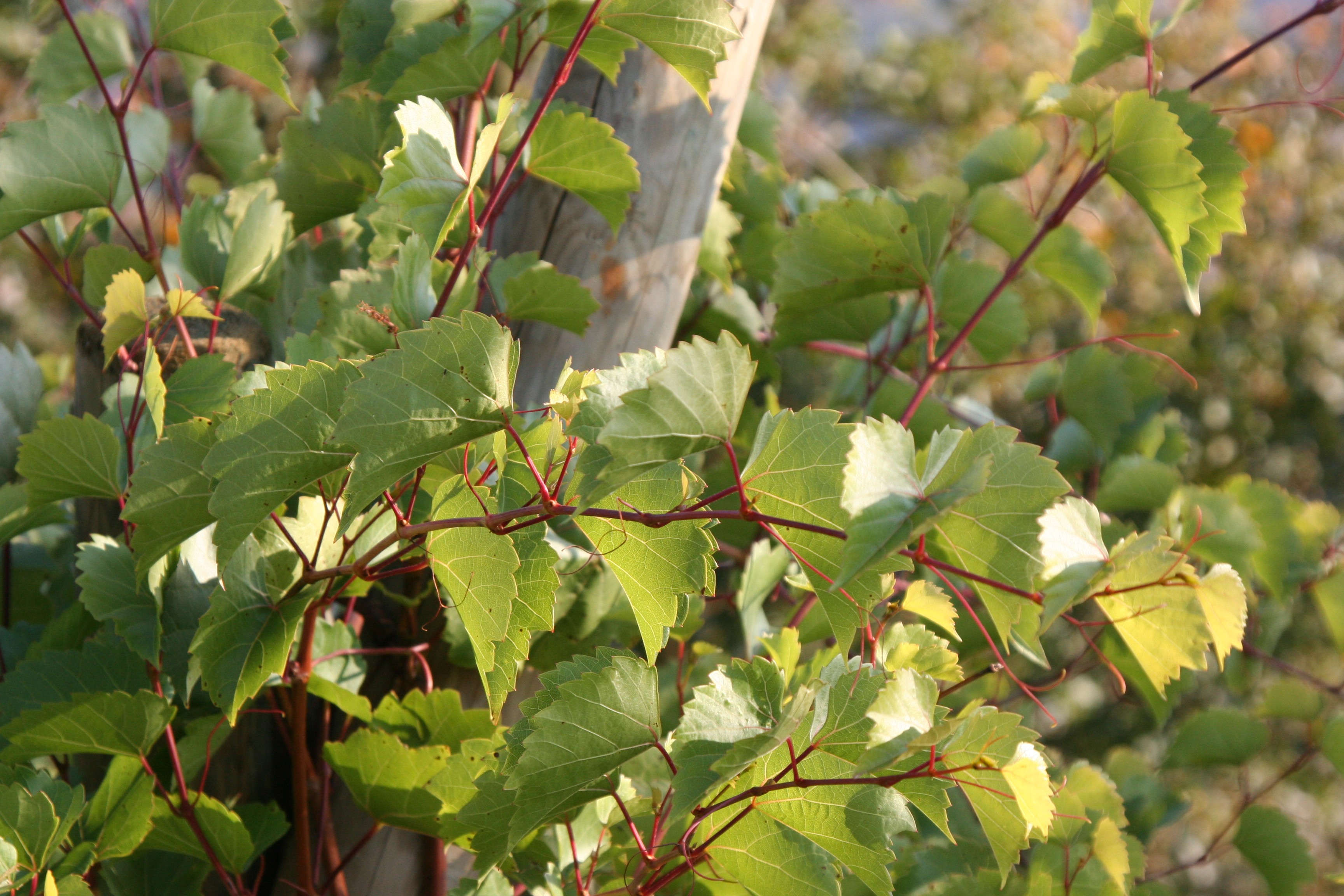
Trieb von Vitis rupestris

In der Ampelographie wird der Habitus folgendermaßen beschrieben:
- Die Jungblätter sind unbehaart, glänzend und aufgrund eines hohen Anthocyananteils bronzefarben gefärbt.
- Die kleinen, dicken Blätter sind  meist nierenförmig, d. h. breiter als lang. Die Stielbucht ist klammerförmig offen. Das Blatt ist stumpf gezahnt. Die Zähne sind im Vergleich der Rebsorten mittelweit angeordnet.
- Die walzenförmige Traube ist klein (5 bis 8 cm lang) und lockerbeerig. Die rundlichen Beeren sind mit einem Durchmesser von ca. 5 mm ebenfalls sehr klein und haben einen grasig schmeckenden Saft. Der Beerensaft ist bereits intensiv rot gefärbt.

## Chromosomenzahl
Die Chromosomenzahl beträgt 2n = 38.

## Eigenschaften
Besitzt eine gute Widerstandsfähigkeit gegen die Wurzelreblaus. Hat eine gute Resistenz gegen Echten und Falschen Mehltau. Entwickelt ein tief gehendes Wurzelsystem und besitzt eine gute Bewurzelbarkeit bei der Vermehrung. Besitzt eine geringe Kalk- und Frostresistenz. Sie verleiht den aufveredelten Edelsorten gute Wüchsigkeit. Bedeutung hat sie als Kreuzungspartner bei der Unterlagenzüchtung.
Selektionen: Rupestris du Lot - gehört zu den wichtigsten Unterlagssorten von Frankreich und Amerika.

Hybride mit Anteil von Vitis rupestris: 110 Richter, 1103 Paulsen, 140 Ruggeri, 3309 Couderc, 101-14 MG

## Wein
Die Trauben liefern nur Weine geringer Qualität und werden daher nicht zur Weinherstellung verwendet.

## Synonyme
Felsrebe, July Grape, Sand Grape, Sugar Grape, Beach Grape, Bush Grape, Currant Grape, Ingar Grape, Rock Grape und Mountain Grape.